# Campeonato de Fútbol Playa de Concacaf de 2009
El Campeonato de Fútbol Playa de Concacaf de 2009 fue el torneo clasificatorio para la Copa Mundial de Fútbol Playa FIFA 2009, que se llevó a cabo en Puerto Vallarta, México, donde las seis mejores selecciones de fútbol playa de la región se midieron entre sí. Las selecciones de El Salvador y Costa Rica —campeona y subcampeona del torneo, respectivamente—, fueron los clasificados para la Copa Mundial de Fútbol Playa FIFA 2009, realizado en Dubái.

## Equipos participantes
Los países participantes fueron:
- El Salvador
- Costa Rica
- México
- Estados Unidos
- Canadá
- Bahamas

## Primera fase

### Grupo A
| Equipo      | Pts | PJ | PG | PE | PP | GF | GC | Dif |
| ----------- | --- | -- | -- | -- | -- | -- | -- | --- |
| México      | 6   | 2  | 2  | 0  | 0  | 14 | 1  | +13 |
| El Salvador | 3   | 2  | 1  | 0  | 1  | 9  | 10 | -1  |
| Canadá      | 0   | 2  | 0  | 0  | 2  | 6  | 18 | -12 |

| Fecha               | Lugar           |             |                        | Resultado |                        |             |
| ------------------- | --------------- | ----------- | ---------------------- | --------- | ---------------------- | ----------- |
| 17 de junio de 2009 | Puerto Vallarta | México      | Bandera de México      | 10:0      | Bandera de Canadá      | Canadá      |
| 18 de junio de 2009 | Puerto Vallarta | El Salvador | Bandera de El Salvador | 8:6       | Bandera de Canadá      | Canadá      |
| 19 de junio de 2009 | Puerto Vallarta | México      | Bandera de México      | 4:1       | Bandera de El Salvador | El Salvador |

### Grupo B
| Equipo         | Pts | PJ | PG | PE | PP | GF | GC | Dif |
| -------------- | --- | -- | -- | -- | -- | -- | -- | --- |
| Estados Unidos | 6   | 2  | 2  | 0  | 0  | 12 | 3  | +9  |
| Costa Rica     | 3   | 2  | 1  | 0  | 1  | 4  | 6  | -2  |
| Bahamas        | 0   | 2  | 0  | 0  | 2  | 2  | 9  | -7  |

| Fecha               | Lugar           |                |                           | Resultado |                       |            |
| ------------------- | --------------- | -------------- | ------------------------- | --------- | --------------------- | ---------- |
| 17 de junio de 2009 | Puerto Vallarta | Estados Unidos | Bandera de Estados Unidos | 6:2       | Bandera de Bahamas    | Bahamas    |
| 18 de junio de 2009 | Puerto Vallarta | Costa Rica     | Bandera de Costa Rica     | 3:0       | Bandera de Bahamas    | Bahamas    |
| 19 de junio de 2009 | Puerto Vallarta | Estados Unidos | Bandera de Estados Unidos | 6:1       | Bandera de Costa Rica | Costa Rica |

## Segunda fase

### Cuadro general
|  | Semifinales    | Semifinales |             |            | Final          | Final        |  |
|  |                |             |             |            |                |              |  |
|  |                |             |             |            |                |              |  |
|  | México         | 2 (1)       |             |            |                |              |  |
|  | México         | 2 (1)       |             |            |                |              |  |
|  | Costa Rica     | 2 (2)       |             |            |                |              |  |
|  | Costa Rica     | 2 (2)       |             | Costa Rica | 3              |              |  |
|  |                |             |             | Costa Rica | 3              |              |  |
|  |                |             | El Salvador | 6          |                |              |  |
|  | Estados Unidos | 3           | El Salvador | 6          |                |              |  |
|  | Estados Unidos | 3           |             |            |                |              |  |
|  | El Salvador    | 5           |             |            | Tercer lugar   | Tercer lugar |  |
|  | El Salvador    | 5           |             |            | Tercer lugar   | Tercer lugar |  |
|  |                |             |             |            |                |              |  |
|  |                |             |             |            | México         | 5            |  |
|  |                |             |             |            | México         | 5            |  |
|  |                |             |             |            | Estados Unidos | 4            |  |
|  |                |             |             |            | Estados Unidos | 4            |  |
|  |                |             |             |            |                |              |  |

### Semifinales
| Fecha               | Lugar           |                |                           | Resultado       |                        |             |
| ------------------- | --------------- | -------------- | ------------------------- | --------------- | ---------------------- | ----------- |
| 20 de junio de 2009 | Puerto Vallarta | Estados Unidos | Bandera de Estados Unidos | 3:5             | Bandera de El Salvador | El Salvador |
| 20 de junio de 2009 | Puerto Vallarta | México         | Bandera de México         | 2:2 1:2 penales | Bandera de Costa Rica  | Costa Rica  |

### Tercer Lugar
| Fecha | Hora  | Partido | Partido | Partido        | Resultado |
| ----- | ----- | ------- | ------- | -------------- | --------- |
| 06.21 | 16.00 | México  | -       | Estados Unidos | 5-4       |

### Final
| Fecha | Hora  | Partido    | Partido | Partido     | Resultado |
| ----- | ----- | ---------- | ------- | ----------- | --------- |
| 06.21 | 17.00 | Costa Rica | -       | El Salvador | 3-6       |

| El Salvador         |
| Campeón El Salvador |

## Medallero
|             |            |        |
| El Salvador | Costa Rica | México |

## Clasificados a laCopa Mundial de Fútbol Playa FIFA 2009
| Bandera de El Salvador | Bandera de Costa Rica |
| El Salvador            | Costa Rica            |

## Tabla general
| Pos. | Equipo         | Pts | PJ | PG | PG++ | PG+ | PP | GF | GC | Dif | Rend. |
| ---- | -------------- | --- | -- | -- | ---- | --- | -- | -- | -- | --- | ----- |
| 1    | El Salvador    | 9   | 4  | 3  | 0    | 0   | 1  | 20 | 16 | 4   | 75%   |
| 2    | Costa Rica     | 4   | 4  | 1  | 0    | 1   | 2  | 9  | 14 | -5  | 33,3% |
| 3    | México         | 9   | 4  | 3  | 0    | 0   | 1  | 21 | 7  | 14  | 75%   |
| 4    | Estados Unidos | 6   | 4  | 2  | 0    | 0   | 2  | 19 | 13 | 6   | 50%   |
| 5    | Bahamas        | 0   | 2  | 0  | 0    | 0   | 2  | 2  | 9  | -7  | 0%    |
| 6    | Canadá         | 0   | 2  | 0  | 0    | 0   | 2  | 6  | 18 | -12 | 0%    |

## Distinciones individuales

### Goleador
| Jugador      | Selección   | Goles |
| ------------ | ----------- | ----- |
| Agustín Ruiz | El Salvador | 8     |

### Jugador más valioso
| Jugador          | Selección  |
| ---------------- | ---------- |
| Richard Sterling | Costa Rica |

### Mejor portero
| Jugador                | Selección   |
| ---------------------- | ----------- |
| José Eliodoro Portillo | El Salvador |